# Lena Möbus
Lena Möbus (29 de octubre de 1988) es una deportista alemana que compitió en remo. Ganó una medalla de bronce en el Campeonato Europeo de Remo de 2007, en la prueba de cuatro scull.

## Palmarés internacional
| Campeonato Europeo | Campeonato Europeo | Campeonato Europeo | Campeonato Europeo |
| Año                | Lugar              | Medalla            | Prueba             |
| ------------------ | ------------------ | ------------------ | ------------------ |
| 2007               | Poznań (Polonia)   | Medalla de bronce  | Cuatro scull       |